# Zelus renardii
Zelus renardii más conocidas como chinche asesina norteamericana es una especie de insecto de la familia Reduviidae. Es un depredador de insectos generalista con un amplio rango de presas.

## Distribución

### Nativa
El área de distribución nativa de Z. renardii se extiende sobre varias zonas climáticas en todo el territorio continental de América del Norte y América Central a altitudes entre 8 y 2000 metros sobre el nivel del mar. Los rangos nativos incluyen climas tropicales, secos, semiáridos, áridos y mediterráneos. Además, Z. renardii también parece adaptarse bien a áreas urbanas y perturbadas, como se ha observado en áreas suburbanas en plantas leñosas y herbáceas nativas y no nativas, así como en plantas de jardín comunes. Las masas de huevos se pueden encontrar con frecuencia en plantas vegetales. Se distribuye por norte (Norte de México, y oeste y suroeste  de  EE. UU.) y Centroamérica (Guatemala, Jamaica), con algunas citas en Sudamérica. También está presente en archipiélagos oceánicos,  como Hawái, Filipinas, Samoa y las Islas Johnston.
Se han observado ninfas de primer estadio recogiendo una sustancia pegajosa de sus huevos y frotándolo encima de sus patas, lo cual mejora el éxito predador en los adultos.

### Especie invasora
Se considera una especie invasora que puede suponer una amenaza a la conservación de la fauna autóctona debido a su alimentación generalista, su alta capacidad de reproducción y dispersión y su adaptación a climas tropicales y templados.
En el año 2000 se lo encontró por primera vez en Chile, donde luego de 15 años se había expandido por varias regiones llegando hasta Coquimbo por el norte y Bio Bio por el sur. En el 2017 se lo encontró también en Argentina, en la provincia de Río Negro. En 2010 se citó por primera vez en Europa, en Grecia. y en 2012 se encontró en el sureste  de la península ibérica, en la provincia de Murcia.
Actualmente se encuentra en gran parte de la Grecia continental y algunas islas como Creta.